# Koshi Haraicha
Koshi Haraicha (Nepali कोशी हरैंचा Koshi Haraicha) war eine Stadt (Munizipalität) im östlichen Terai Nepals im Distrikt Morang. Im März 2017 wurde Koshi Hataicha in die neu geschaffene Stadt Sundar Haraicha eingegliedert.
Koshi Haraicha lag an der Fernstraße Mahendra Rajmarg zwischen Urlabari im Osten und Itahari im Westen. Die Stadt entstand 2014 durch Zusammenlegung der Village Development Committees Haraicha, Indrapur und Mrigaulia. Das Stadtgebiet umfasste 64,2 km².

## Einwohner
Bei der Volkszählung 2011 hatten die VDCs, aus welchen die Stadt Koshi Haraicha entstand, 47.723 Einwohner (davon 22.284 männlich) in 11.102 Haushalten.